# 6 Horas de Zhuhai 2011
Las 6 Horas de Zhuhai 2011 es un evento de carreras de coches deportivos celebrado en el Circuito Internacional de Zhuhai el 13 de noviembre de 2011. Es la séptima y última ronda de la Temporada 2011 de la Intercontinental Le Mans Cup.

## Clasificación
Los ganadores de las poles en cada clase están marcados en negrita.
| Pos | Clase   | Equipo                         | Piloto              | Tiempo   | Grilla |
| --- | ------- | ------------------------------ | ------------------- | -------- | ------ |
| 1   | LMP1    | #7 Peugeot Sport Total         | Anthony Davidson    | 1:21.769 | 1      |
| 2   | LMP1    | #8 Peugeot Sport Total         | Stéphane Sarrazin   | 1:21.844 | 2      |
| 3   | LMP1    | #2 Audi Sport Team Joest       | Tom Kristensen      | 1:22.038 | 3      |
| 4   | LMP1    | #1 Audi Sport Team Joest       | Marcel Fässler      | 1:22.538 | 4      |
| 5   | LMP1    | #12 Rebellion Racing           | Neel Jani           | 1:23.931 | 5      |
| 6   | LMP1    | #24 OAK Racing                 | Olivier Pla         | 1:24.684 | 6      |
| 7   | LMP1    | #007 Aston Martin Racing       | Stefan Mücke        | 1:25.119 | 7      |
| 8   | LMP1    | #15 OAK Racing                 | Matthieu Lahaye     | 1:25.170 | 8      |
| 9   | LMP2    | #26 Signatech Nissan           | Franck Mailleux     | 1:27.929 | 9      |
| 10  | LMP2    | #35 OAK Racing                 | Patrice Lafargue    | 1:30.214 | 10     |
| 11  | LMP1    | #23 Tokai University YGK Power | Mitsuyama Shogo     | 1:30.614 | 11     |
| 12  | FLM     | #90 PTRS Racing                | Zhang Shan Qi       | 1:33.783 | 12     |
| 13  | GTE-Pro | #55 BMW Motorsport             | Jörg Müller         | 1:34.506 | 13     |
| 14  | GTC     | #98 Audi Sport C Racing        | Edoardo Mortara     | 1:34.777 | 14     |
| 15  | GTC     | #94 Hitotsuyama Racing         | Carlo Van Dam       | 1:34.934 | 15     |
| 16  | GTE-Pro | #51 AF Corse                   | Gianmaria Bruni     | 1:34.945 | 16     |
| 17  | GTE-Pro | #56 BMW Motorsport             | Andy Priaulx        | 1:34.992 | 17     |
| 18  | GTE-Am  | #62 CRS Racing                 | Tim Mullen          | 1:35.229 | 18     |
| 19  | GTE-Am  | #63 Proton Competition         | Richard Lietz       | 1:35.279 | 19     |
| 20  | GTC     | #96 Team AMG                   | Mika Häkkinen       | 1:35.296 | 20     |
| 21  | GTE-Pro | #59 Luxury Racing              | Frédéric Makowiecki | 1:35.413 | 21     |
| 22  | GTE-Am  | #57 Krohn Racing               | Niclas Jönsson      | 1:35.598 | 22     |
| 23  | GTE-Am  | #50 Larbre Compétition         | Julien Canal        | 1:35.639 | 23     |
| 24  | GTE-Pro | #58 Luxury Racing              | Anthony Beltoise    | 1:35.867 | 24     |
| 25  | GTE-Am  | #60 Gulf AMR Middle East       | Fabien Giroix       | 1:36.081 | 25     |
| 26  | GTE-Am  | #61 AF Corse                   | Philip Ma           | 1:36.111 | 26     |
| 27  | GTC     | #97 Audi Race Experience       | Florian Gruber      | 1:36.417 | 27     |
| 28  | GTE-Pro | #65 Lotus Jetalliance          | James Rossiter      | 1:36.618 | 29     |
| 29  | GTE-Pro | #64 Lotus Jetalliance          | Martin Rich         | 1:38.622 | 28     |

## Carrera
Ganadores de la clase en negrita. Los automóviles que no cumplen el 70% de la distancia del ganador están marcados como No clasificados (NC).
| Pos | Clase   | No  | Equipo                     | Pilotos                                               | Chasis                            | Neumáticos | Vueltas |
| Pos | Clase   | No  | Equipo                     | Pilotos                                               | Motor                             | Neumáticos | Vueltas |
| --- | ------- | --- | -------------------------- | ----------------------------------------------------- | --------------------------------- | ---------- | ------- |
| 1   | LMP1    | 7   | Peugeot Sport Total        | Sébastien Bourdais Anthony Davidson                   | Peugeot 908                       | M          | 249     |
| 1   | LMP1    | 7   | Peugeot Sport Total        | Sébastien Bourdais Anthony Davidson                   | Peugeot HDi 3.7 L V8 (Diesel)     | M          | 249     |
| 2   | LMP1    | 8   | Peugeot Sport Total        | Franck Montagny Stéphane Sarrazin                     | Peugeot 908                       | M          | 249     |
| 2   | LMP1    | 8   | Peugeot Sport Total        | Franck Montagny Stéphane Sarrazin                     | Peugeot HDi 3.7 L V8 (Diesel)     | M          | 249     |
| 3   | LMP1    | 1   | Audi Sport Team Joest      | Timo Bernhard Marcel Fässler                          | Audi R18 TDI                      | M          | 248     |
| 3   | LMP1    | 1   | Audi Sport Team Joest      | Timo Bernhard Marcel Fässler                          | Audi TDI 3.7 L Turbo V6 (Diesel)  | M          | 248     |
| 4   | LMP1    | 12  | Rebellion Racing           | Neel Jani Nicolas Prost                               | Lola B10/60                       | M          | 242     |
| 4   | LMP1    | 12  | Rebellion Racing           | Neel Jani Nicolas Prost                               | Toyota RV8KLM 3.4 L V8            | M          | 242     |
| 5   | LMP1    | 24  | OAK Racing                 | Jacques Nicolet Olivier Pla Alexandre Prémat          | OAK Pescarolo 01                  | D          | 240     |
| 5   | LMP1    | 24  | OAK Racing                 | Jacques Nicolet Olivier Pla Alexandre Prémat          | Judd DB 3.4 L V8                  | D          | 240     |
| 6   | LMP1    | 007 | Aston Martin Racing        | Andy Meyrick Stefan Mücke Harold Primat               | Lola-Aston Martin B09/60          | M          | 239     |
| 6   | LMP1    | 007 | Aston Martin Racing        | Andy Meyrick Stefan Mücke Harold Primat               | Aston Martin 6.0 L V12            | M          | 239     |
| 7   | LMP1    | 15  | OAK Racing                 | Matthieu Lahaye Guillaume Moreau Pierre Ragues        | OAK Pescarolo 01                  | D          | 238     |
| 7   | LMP1    | 15  | OAK Racing                 | Matthieu Lahaye Guillaume Moreau Pierre Ragues        | Judd DB 3.4 L V8                  | D          | 238     |
| 8   | LMP2    | 26  | Signatech Nissan           | Franck Mailleux Lucas Ordóñez Jean-Karl Vernay        | Oreca 03                          | M          | 228     |
| 8   | LMP2    | 26  | Signatech Nissan           | Franck Mailleux Lucas Ordóñez Jean-Karl Vernay        | Nissan VK45DE 4.5 L V8            | M          | 228     |
| 9   | GTE Pro | 55  | BMW Motorsport             | Augusto Farfus Jörg Müller                            | BMW M3 GT2                        | D          | 221     |
| 9   | GTE Pro | 55  | BMW Motorsport             | Augusto Farfus Jörg Müller                            | BMW 4.0 L V8                      | D          | 221     |
| 10  | GTE Pro | 56  | BMW Motorsport             | Andy Priaulx Uwe Alzen                                | BMW M3 GT2                        | D          | 220     |
| 10  | GTE Pro | 56  | BMW Motorsport             | Andy Priaulx Uwe Alzen                                | BMW 4.0 L V8                      | D          | 220     |
| 11  | GTE Pro | 59  | Luxury Racing              | Frédéric Makowiecki Stéphane Ortelli                  | Ferrari 458 Italia GT2            | M          | 218     |
| 11  | GTE Pro | 59  | Luxury Racing              | Frédéric Makowiecki Stéphane Ortelli                  | Ferrari 4.5 L V8                  | M          | 218     |
| 12  | GTE Am  | 63  | Proton Competition         | Richard Lietz Christian Ried Gianluca Roda            | Porsche 997 GT3-RSR               | M          | 217     |
| 12  | GTE Am  | 63  | Proton Competition         | Richard Lietz Christian Ried Gianluca Roda            | Porsche 4.0 L Flat-6              | M          | 217     |
| 13  | GTE Am  | 50  | Larbre Compétition         | Olivier Beretta Patrick Bornhauser Julien Canal       | Corvette C6.R                     | M          | 216     |
| 13  | GTE Am  | 50  | Larbre Compétition         | Olivier Beretta Patrick Bornhauser Julien Canal       | Chevrolet 5.5 L V8                | M          | 216     |
| 14  | GTE Am  | 57  | Krohn Racing               | Niclas Jönsson Tracy Krohn Michele Rugolo             | Ferrari F430 GTE                  | D          | 215     |
| 14  | GTE Am  | 57  | Krohn Racing               | Niclas Jönsson Tracy Krohn Michele Rugolo             | Ferrari 4.0 L V8                  | D          | 215     |
| 15  | GTE Am  | 62  | CRS Racing                 | Pierre Ehret Tim Mullen Roger Wills                   | Ferrari F430 GTE                  | M          | 215     |
| 15  | GTE Am  | 62  | CRS Racing                 | Pierre Ehret Tim Mullen Roger Wills                   | Ferrari 4.0 L V8                  | M          | 215     |
| 16  | LMP2    | 35  | OAK Racing                 | Frédéric Da Rocha Patrice Lafargue                    | OAK Pescarolo 01                  | D          | 213     |
| 16  | LMP2    | 35  | OAK Racing                 | Frédéric Da Rocha Patrice Lafargue                    | Judd-BMW HK 3.6 L V8              | D          | 213     |
| 17  | FLM     | 90  | PTRS Racing                | Zhang Shan Qi Chen Wei Liang                          | Oreca FLM09                       | M          | 213     |
| 17  | FLM     | 90  | PTRS Racing                | Zhang Shan Qi Chen Wei Liang                          | Chevrolet LS3 6.2 L V8            | M          | 213     |
| 18  | GTC     | 98  | Audi Sport C Racing        | Edoardo Mortara Darryl O'Young Alexandre Imperatori   | Audi R8 LMS                       | M          | 210     |
| 18  | GTC     | 98  | Audi Sport C Racing        | Edoardo Mortara Darryl O'Young Alexandre Imperatori   | Audi 5.2 L V10                    | M          | 210     |
| 19  | GTC     | 97  | Audi Race Experience       | Jeffrey Lee Florian Grüber Hing Tak Mak               | Audi R8 LMS                       | M          | 203     |
| 19  | GTC     | 97  | Audi Race Experience       | Jeffrey Lee Florian Grüber Hing Tak Mak               | Audi 5.2 L V10                    | M          | 203     |
| 20  | GTE Am  | 60  | Gulf AMR Middle East       | Fabien Giroix Roald Goethe                            | Aston Martin V8 Vantage GT2       | D          | 198     |
| 20  | GTE Am  | 60  | Gulf AMR Middle East       | Fabien Giroix Roald Goethe                            | Aston Martin 4.5 L V8             | D          | 198     |
| 21  | GTE Pro | 64  | Lotus Jetalliance          | Oskar Slingerland Martin Rich Rene Rasmussen          | Lotus Evora GTE                   | M          | 194     |
| 21  | GTE Pro | 64  | Lotus Jetalliance          | Oskar Slingerland Martin Rich Rene Rasmussen          | Toyota-Cosworth 4.0 L V6          | M          | 194     |
| 22  | LMP1    | 23  | Tokai University YGK Power | Mitsuyama Shogo Yokomizo Naoki                        | Courage-Oreca LC70                | Y          | 187     |
| 22  | LMP1    | 23  | Tokai University YGK Power | Mitsuyama Shogo Yokomizo Naoki                        | YGK YR40T 4.0 L Turbo V8 (Hybrid) | Y          | 187     |
| 23  | GTE Pro | 51  | AF Corse                   | Gianmaria Bruni Giancarlo Fisichella                  | Ferrari 458 Italia GT2            | M          | 186     |
| 23  | GTE Pro | 51  | AF Corse                   | Gianmaria Bruni Giancarlo Fisichella                  | Ferrari 4.5 L V8                  | M          | 186     |
| NC  | GTC     | 94  | Hitotsuyama Racing         | Akihiro Tsuzuki Michael Kim Carlo Van Dam             | Audi R8 LMS                       | Y          | 169     |
| NC  | GTC     | 94  | Hitotsuyama Racing         | Akihiro Tsuzuki Michael Kim Carlo Van Dam             | Audi 5.2 L V10                    | Y          | 169     |
| NC  | GTE Pro | 65  | Lotus Jetalliance          | David Heinemeier Hansson Johnny Mowlem James Rossiter | Lotus Evora GTE                   | M          | 163     |
| NC  | GTE Pro | 65  | Lotus Jetalliance          | David Heinemeier Hansson Johnny Mowlem James Rossiter | Toyota-Cosworth 4.0 L V6          | M          | 163     |
| DNF | LMP1    | 2   | Audi Sport Team Joest      | Tom Kristensen Allan McNish                           | Audi R18 TDI                      | M          | 139     |
| DNF | LMP1    | 2   | Audi Sport Team Joest      | Tom Kristensen Allan McNish                           | Audi TDI 3.7 L Turbo V6 (Diesel)  | M          | 139     |
| DNF | GTE Pro | 58  | Luxury Racing              | Anthony Beltoise Dominik Farnbacher Ralph Firman      | Ferrari 458 Italia GT2            | M          | 110     |
| DNF | GTE Pro | 58  | Luxury Racing              | Anthony Beltoise Dominik Farnbacher Ralph Firman      | Ferrari 4.5 L V8                  | M          | 110     |
| DNF | GTC     | 96  | Team AMG                   | Lance David Arnold Cheng Congfu Mika Häkkinen         | Mercedes-Benz SLS AMG GT3         | M          | 73      |
| DNF | GTC     | 96  | Team AMG                   | Lance David Arnold Cheng Congfu Mika Häkkinen         | Mercedes-Benz 6.2 L V8            | M          | 73      |
| DNF | GTE Am  | 61  | AF Corse                   | Marco Cioci Philip Ma                                 | Ferrari F430 GTE                  | M          | 22      |
| DNF | GTE Am  | 61  | AF Corse                   | Marco Cioci Philip Ma                                 | Ferrari 4.0 L V8                  | M          | 22      |